# Hambardsum Sahakjan

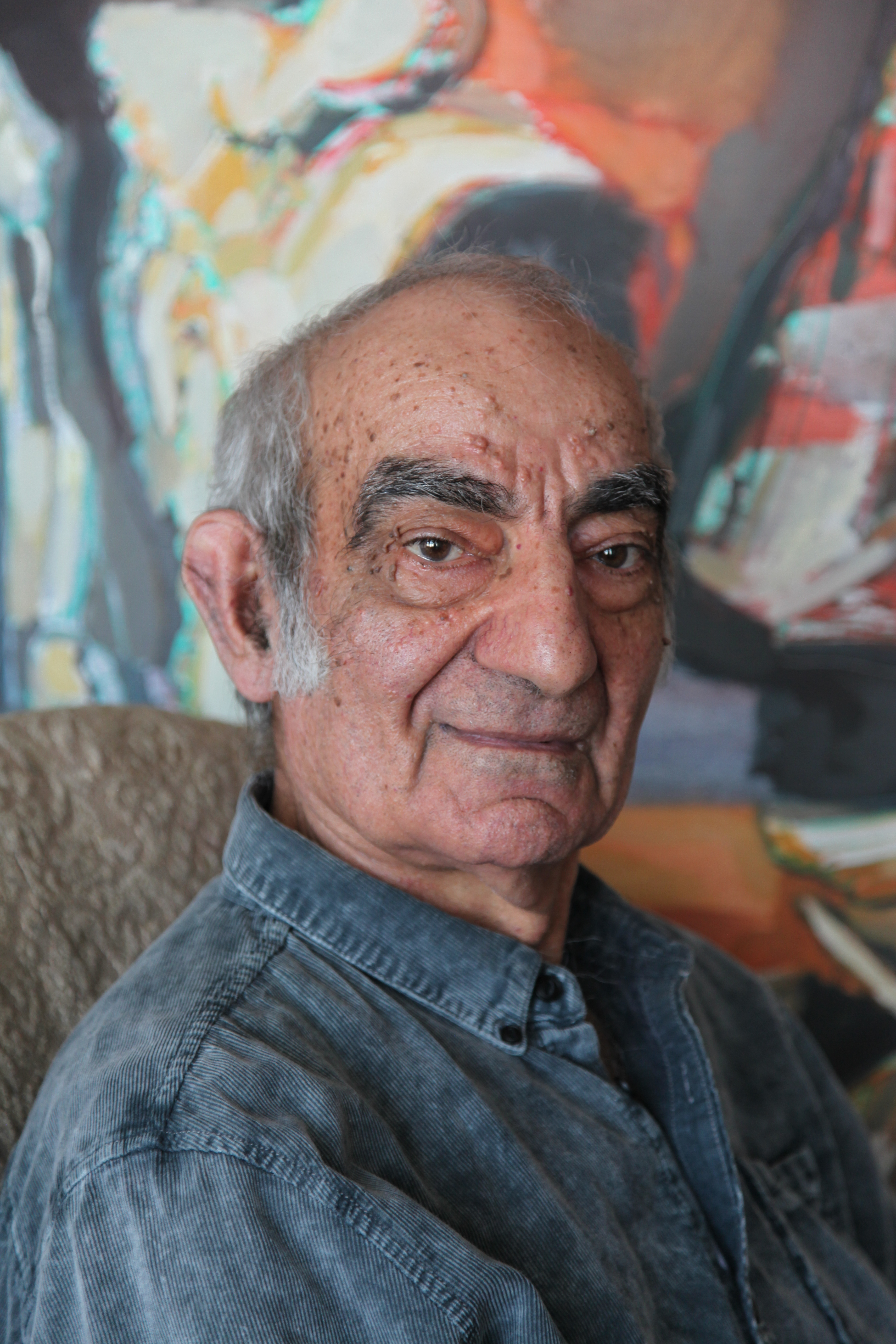
Hambardsum Sahakjan (2015)

Hambardsum Sahakjan (armenisch Համբարձում Սահակյան, transliteriert Sahakyan; * 8. Juni 1935 in Jerewan) ist ein armenischer Maler.

## Leben
Sahakjan studierte von 1952 bis 1957 an der Terlemesjan-Hochschule für Künste, danach bis 1963 an der Akademie der Künste in Jerewan.
Seit 1970 ist er Mitglied bei der Künstlerunion Armenien. Ab 1963 hatte er mehrere Solo-Ausstellungen in Armenien, Russland, Ukraine, Weißrussland, Nepal und Kroatien. Gemälde von Hambardzum Sahakyan sind in der  Staatlichen Kunstgalerie in Jerewan, der Tretjakow-Galerie in Moskau, der Staatlichen Kunstgalerie Taganrog, dem Haegeumgang Theme Museum in Südkorea und dem Staatlichen Kunstmuseum Donezk zu sehen.